# (11934) Lundgren
Pour les articles homonymes, voir Lundgren.
(11934) Lundgren est un astéroïde de la ceinture principale.

## Description
(11934) Lundgren est un astéroïde de la ceinture principale. Il fut découvert le 17 mars 1993 à La Silla par le programme UESAC. Il présente une orbite caractérisée par un demi-grand axe de 2,55 UA, une excentricité de 0,13 et une inclinaison de 2,2° par rapport à l'écliptique.

## Compléments